# IWI Tavor X95
Il Tavor X95 è un fucile da battaglia di tipo bullpup israeliano in grado di essere configurato come fucile d'assalto, fucile da battaglia e fucile da cecchino. È stato progettato e prodotto dalla Israel Weapon Industries (IWI). L'X95 è una variante all'interno della famiglia fucile IWI Tavor.
Nel novembre 2009 la variante MTAR-21 del Tavor è stata selezionata come l'arma d'ordinanza dell'esercito israeliano.